# Arctosa hikosanensis
Arctosa hikosanensis är en spindelart som beskrevs av Tanaka 1985. Arctosa hikosanensis ingår i släktet Arctosa och familjen vargspindlar. Inga underarter finns listade i Catalogue of Life.